# Bénéfice mondial consolidé
Pour un article plus général, voir Imposition en France.
Pour les articles homonymes, voir BMC.
Le bénéfice mondial consolidé (BMC) était un régime fiscal accordé à quelques multinationales françaises.
L'article 209 quinquies du code général des impôts (CGI) permet aux sociétés mères de groupes français agréés par le ministère de l'Économie et des Finances de retenir l'ensemble des résultats de leurs exploitations directes ou indirectes, qu'elles soient situées en France ou à l'étranger, pour l'assiette des impôts établis sur la réalisation et la distribution de leurs bénéfices.
Les conditions d'application sont fixées par un décret en Conseil d'État.
Le 26 août 2004, le ministère de l'Économie et des Finances annonce avoir accepté la demande du groupe Vivendi d'accéder à ce régime.
En 2010, cinq sociétés peuvent bénéficier de ce régime, qui coûtait 302 millions d'euros à l'État parmi lesquelles Total, Vivendi, NRJ et Euro Media Group. Total, ne l'utilisant pas depuis 2001 a décidé de ne pas demander la prolongation de son agrément.
Ce régime est supprimé par l'Assemblée nationale le 7 septembre 2011.